# Reinhold Bennichs villa
Reinhold Bennichs villa (polsk Willa Reinholda Bennicha) ligger ved Gdańskagaden 89 i Łódź. Den er et af de mere interessante eksempler på art nouveau i byen.
Villaen blev bygget i 1904 efter tegninger af Dawid Lande, som brugte en række elementer karakteristisk for art nouveaustilen i elevationen, som for eksempel slyngende rødder, blade, kastanjeblomster samt en ugle med udspredte vinger. Asymmetrien genspejles i størrelsen og formen af vinduerne. Over karnappet i første etage står byggningsåret "1904" indskrevet og på toppen en stor flagermus, som sammen med den meget mørke facade giver villaen en noget spøgelsesagtig karakter.
51°45′57″N 19°26′59″Ø / 51.765914°N 19.449636°Ø